# 23 de setembro
23 de setembro é o 266.º dia do ano no calendário gregoriano (267.º em anos bissextos). Faltam 99 dias para acabar o ano. Neste dia também ocorre o equinócio da primavera no hemisfério sul, e o equinócio de outono no hemisfério norte.

## Eventos históricos

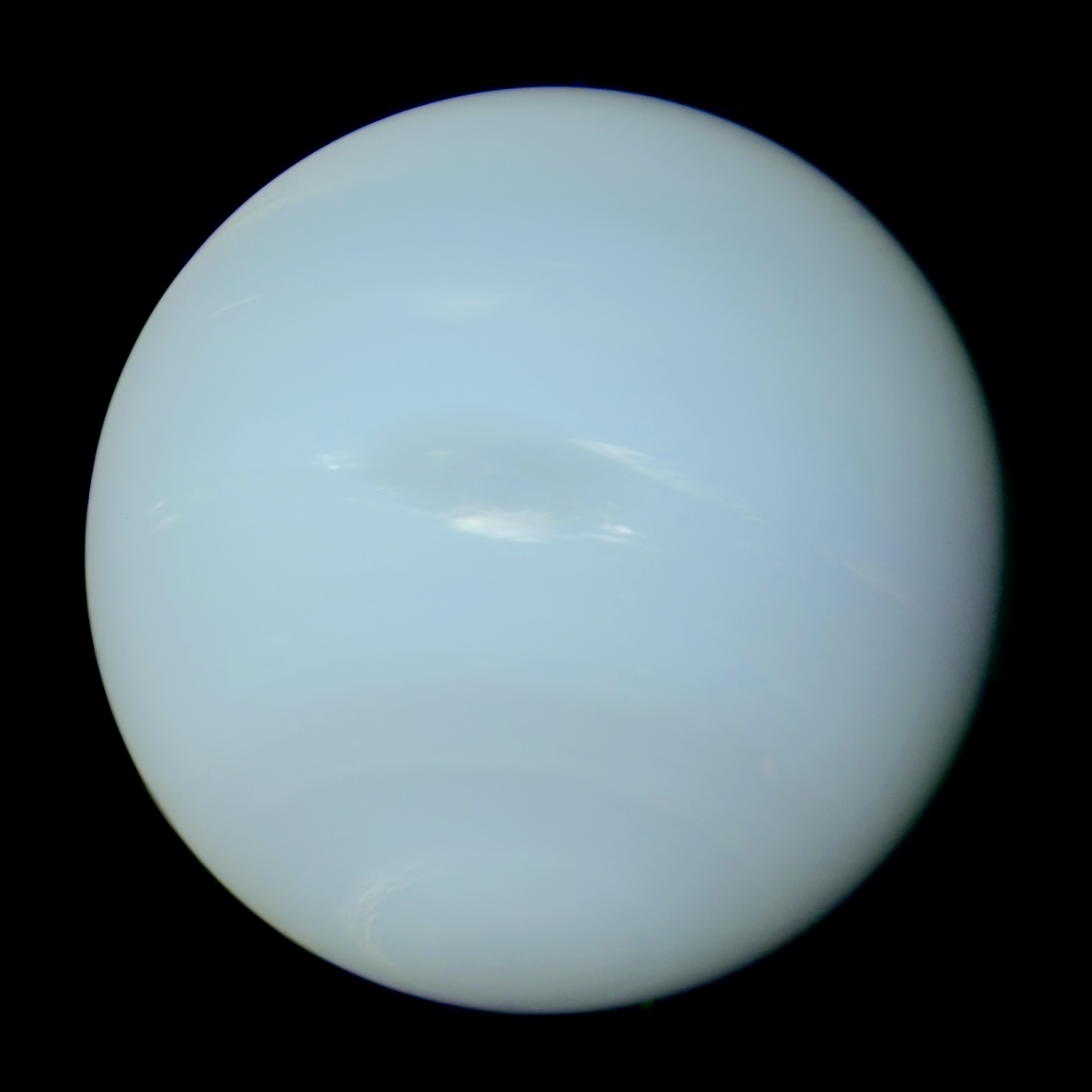
1846: O planeta Netuno

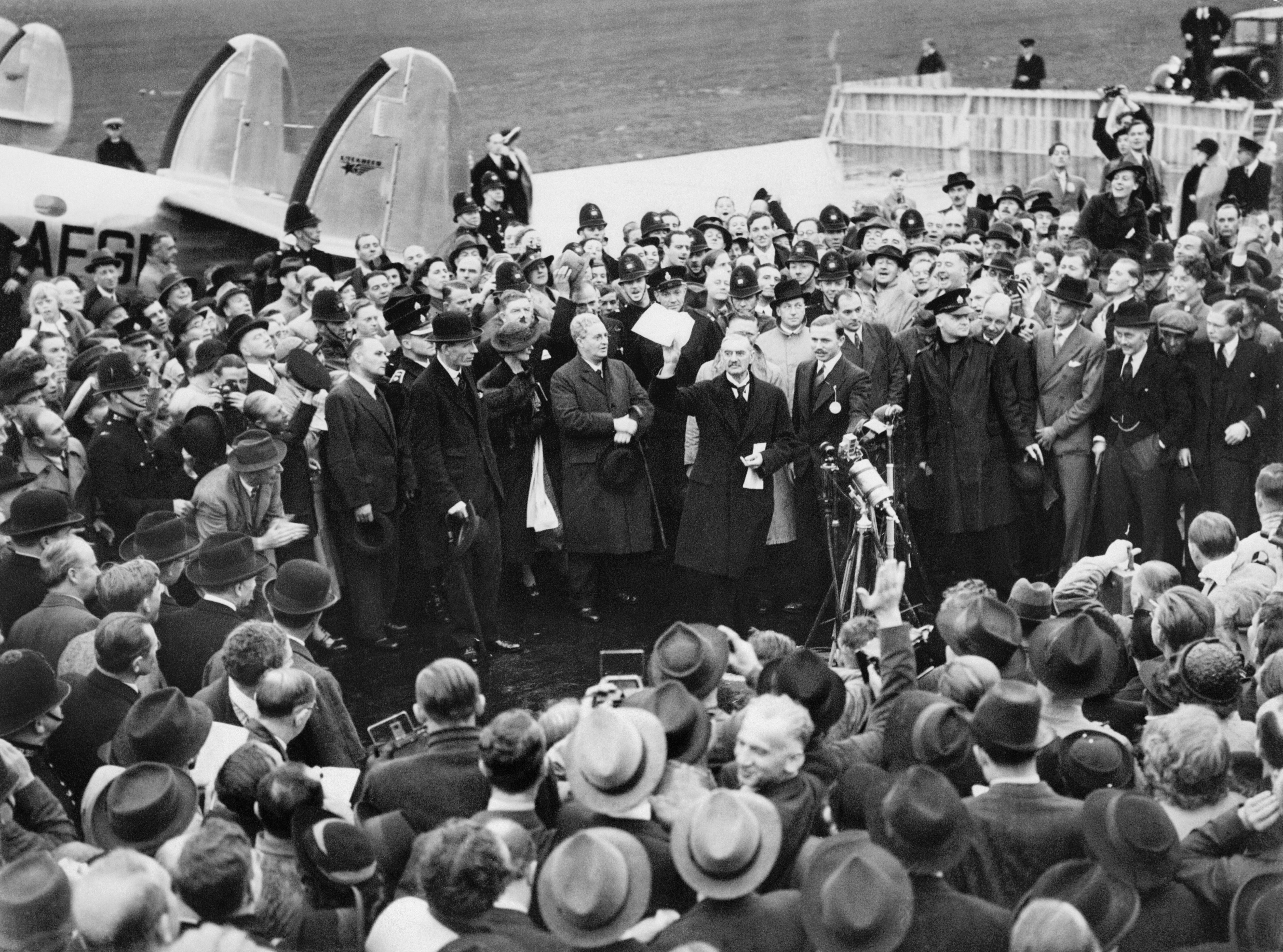
1938: Acordo de Munique

- 0038 — Drusila, irmã de Calígula falecida em junho, com quem o imperador teria tido uma relação incestuosa, é divinizada.[1]
- 1122 — Papa Calisto II resolve a questão das investiduras por meio da Concordata de Worms, que marca o início da supremacia da autoridade papal sobre a imperial.
- 1338 — A Batalha de Arnemuiden, na qual uma força francesa derrota os ingleses, é a primeira batalha naval da Guerra dos Cem Anos e a primeira batalha naval em que a artilharia de pólvora é usada.[2]
- 1459 — Guerra das Rosas – Batalha de Blore Heath: Margarida de Anjou perde a batalha para o Conde de Warwick, que se junta ao resto do exército de York em Ludlow.
- 1529 — O Cerco de Viena impede que Solimão I ataque a cidade.
- 1779 — Durante a Revolução Americana, o esquadrão comandado por John Paul Jones no USS Bonhomme Richard ganhou a Batalha de Flamborough Head, na costa da Inglaterra, contra dois navios de guerra britânicos.
- 1780 — Durante a Revolução Americana: o major britânico John André é preso por soldados americanos sob a acusação de espionagem.
- 1803 — Segunda Guerra Anglo-Marata: Batalha de Assaye entre a Companhia Britânica das Índias Orientais e o Império Marata na Índia.
- 1806 — Lewis e Clark retornam a St. Louis depois de explorar o noroeste do Pacífico dos Estados Unidos.
- 1821 — Trípoli, na Grécia, é capturada por rebeldes gregos durante a Guerra de Independência da Grécia.
- 1846 — Os astrônomos Urbain Le Verrier, John Couch Adams e Johann Gottfried Galle colaboram na descoberta de Netuno, o oitavo planeta do Sistema Solar.
- 1868 — Grito de Lares ("Revolta de Lares") ocorre em Porto Rico contra o domínio espanhol.
- 1884 — O navio a vapor Arctique encalhou perto do Cabo Virgenes, levando à descoberta de ouro de aluvião nas proximidades, iniciando a corrida do ouro na Terra do Fogo.[3]
- 1879 — É fundada a Sociedade Cultural Macedo-Romena.[4]
- 1889 — A Nintendo Koppai (mais tarde Nintendo Company, Limited) é fundada por Fusajiro Yamauchi para produzir e comercializar o jogo de cartas Hanafuda.
- 1905 — Noruega e Suécia assinam o "Tratado de Karlstad", dissolvendo pacificamente a união entre os dois países.
- 1913 — Roland Garros efetua a primeira travessia do Mediterrâneo em um avião.
- 1919 — Criadas, pelo presidente Nilo Peçanha, as escolas de Aprendizes Artífices, hoje a Rede Federal de Educação Profissional, Científica e Tecnológica;
- 1923 — Fundação do atual Centro Universitário Belas Artes de São Paulo, então chamada Academia de Belas Artes.
- 1932 — A unificação da Arábia Saudita é concluída.
- 1938 — O exército da Tchecoslováquia é mobilizado em resposta ao Acordo de Munique.
- 1943 — Segunda Guerra Mundial: fundação do Estado fantoche nazista conhecido como República Social Italiana.
- 1944 — Roosevelt faz seu famoso Discurso de Fala.
- 1947 — Um terremoto de magnitude 6,9 atinge o sul de Khorasan, no Irã, matando mais de 500 pessoas.
- 1950 — Guerra da Coreia: a Batalha da Colina 282 é o primeiro incidente de fogo amigo dos EUA contra militares britânicos desde a Segunda Guerra Mundial.
- 1973 — Eleições gerais argentinas: Juan Perón retorna ao poder na Argentina.
- 1983 — São Cristóvão e Nevis é admitido como Estado-Membro da ONU.
- 1983 — O voo 771 da Gulf Air é destruído por uma bomba, matando todas as 117 pessoas a bordo, quando se aproximava do Aeroporto Internacional de Abu Dhabi.[5]
- 2002 — Lançada a primeira versão pública do navegador Mozilla Firefox ("Phoenix 0.1").
- 2004 — Mais de 3 000 pessoas morrem no Haiti depois que o furacão Jeanne produz enormes inundações e deslizamentos de terra.
- 2008 — Matti Saari mata dez pessoas em uma escola na Finlândia antes de cometer suicídio.

## Nascimentos

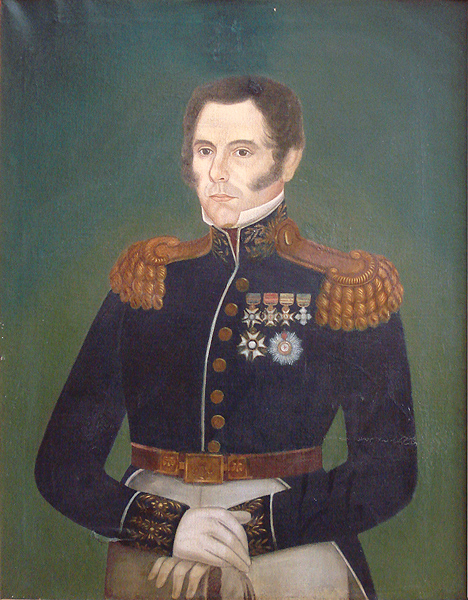
Bento Gonçalves da Silva

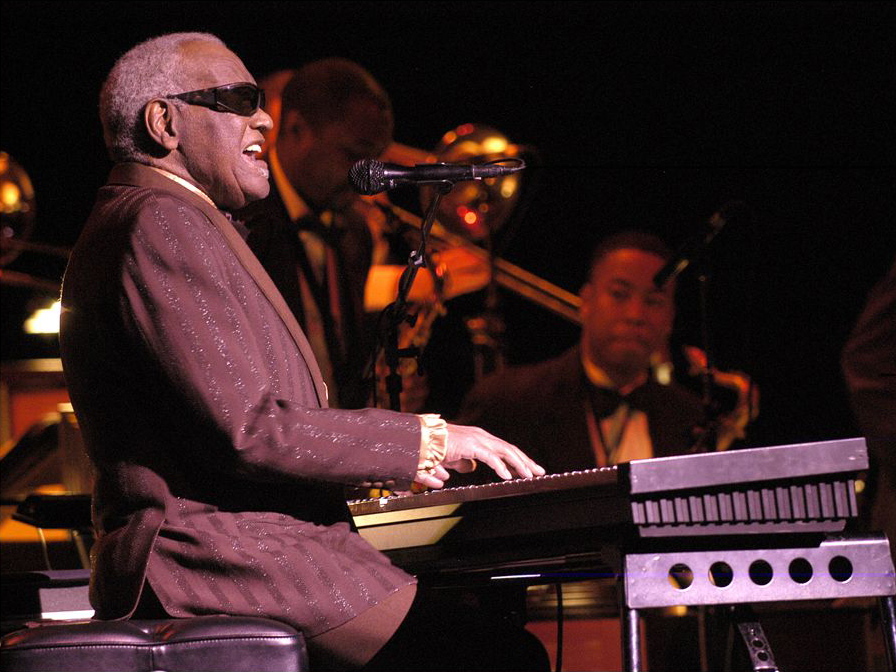
Ray Charles

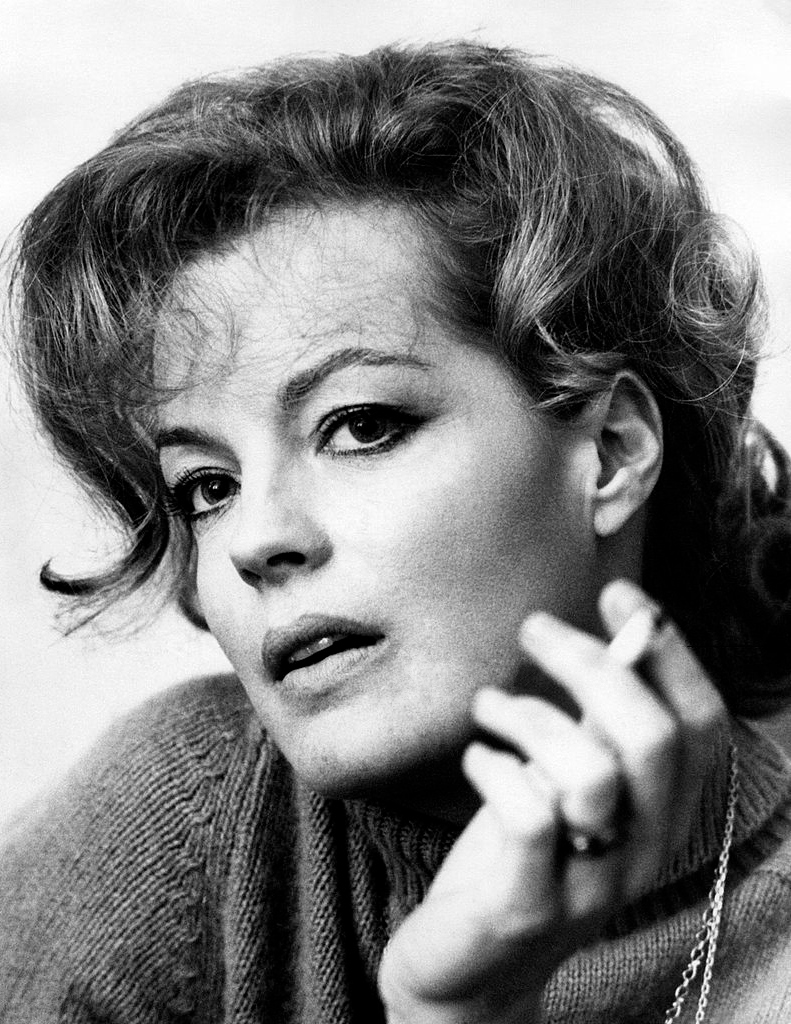
Romy Schneider

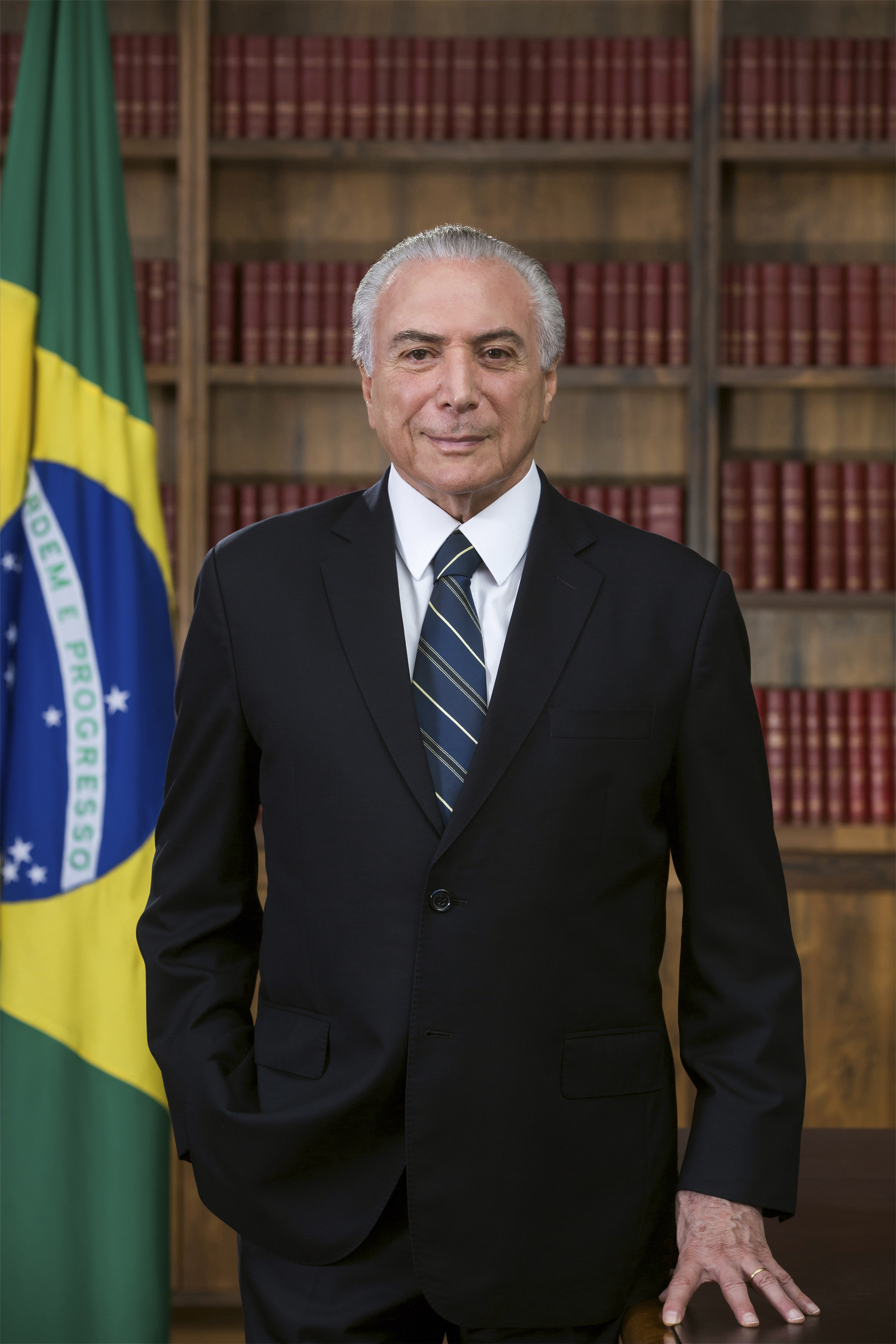
Michel Temer

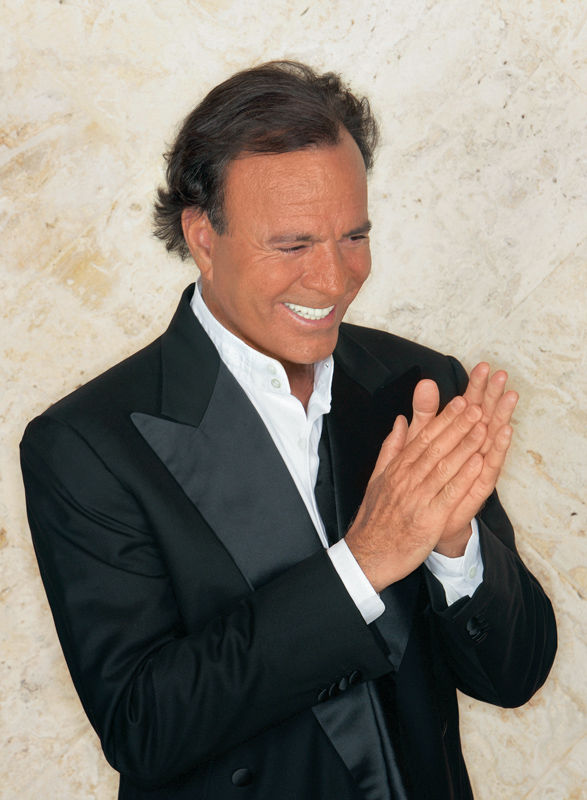
Julio Iglesias

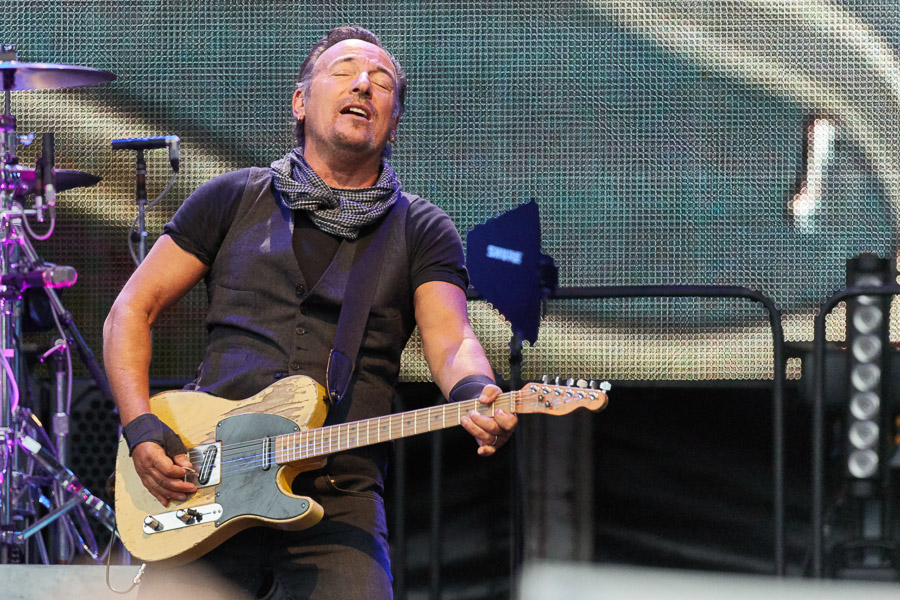
Bruce Springsteen

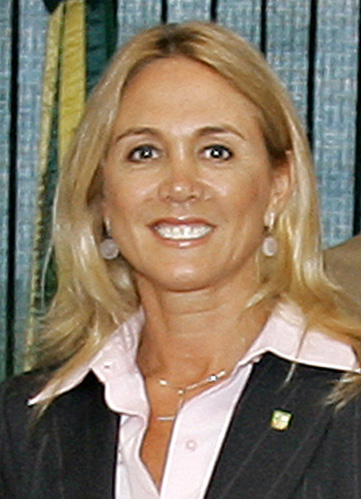
Hortência Marcari

### Anterior ao século XIX
- 63 a.C. — Augusto, primeiro imperador romano (m. 14).
- 1158 — Godofredo II da Bretanha (m. 1186).
- 1215 — Kublai Khan, imperador mongol (m. 1294).
- 1434 — Iolanda da França (m. 1478).
- 1437 — Isaac Abravanel, estadista e filósofo português (m. 1508).
- 1597 — Francesco Barberini, cardeal italiano (m. 1679).
- 1598 — Leonor Gonzaga, imperatriz consorte do Sacro Império Romano-Germânico (m. 1655).
- 1713 — Fernando VI de Espanha (m. 1759).
- 1740 — Go-Sakuramachi, imperatriz do Japão (m. 1813).
- 1748 — Asaf-ud-Daula, nababo vizir indiano (m. 1797).
- 1771 — Kōkaku, imperador do Japão (m. 1840).
- 1778 — Mariano Moreno, jornalista e político argentino (m. 1811).
- 1781 — Juliana de Saxe-Coburgo-Saalfeld, Grã-duquesa da Rússia (m. 1860).
- 1788 — Bento Gonçalves, militar e político brasileiro (m. 1847).

### Século XIX
- 1816 — Elihu B. Washburne, político estadunidense (m. 1887).
- 1819 — Hippolyte Fizeau, físico francês (m. 1896).
- 1853 — Maria Isabel de Saxe-Meiningen (m. 1923).
- 1855 — Abel Botelho, escritor e diplomata português (m. 1917).
- 1856 — William Archer, dramaturgo e crítico teatral britânico (m. 1924).
- 1861 — Robert Bosch, empresário alemão (m. 1942).
- 1865 — Emma Orczy, escritora britânica (m. 1947).
- 1866 — François Gagnepain, botânico francês (m. 1952).
- 1867 — Suzanne Valadon, pintora francesa (m. 1938).
- 1871 — František Kupka, pintor tcheco (m. 1957).
- 1880 — John Boyd Orr, médico e biólogo britânico (m. 1971).
- 1882 — Alfred Harrison Joy, astrônomo estadunidense (m. 1973).
- 1883 — Grigori Zinoviev, revolucionário e político ucraniano (m. 1936).
- 1890 — Friedrich Paulus, general alemão (m. 1957).
- 1897
  - Paul Delvaux, pintor belga (m. 1994).
  - Walter Pidgeon, ator e cantor canadense-americano (m. 1984).
- 1898 — Heitor dos Prazeres, cantor, compositor e pintor brasileiro (m. 1966).
- 1900 — David van Dantzig, matemático neerlandês (m. 1959).

### Século XX

#### 1901–1950
- 1901 — Jaroslav Seifert, poeta e jornalista tcheco (m. 1986).
- 1902 — Ion Gheorghe Maurer, político e advogado romeno (m. 2000).
- 1904 — Gilda de Abreu, atriz e diretora brasileira (m. 1979).
- 1907
  - Duarte Nuno de Bragança, pretendente ao trono português (m. 1976).
  - Anne Cécile Desclos, jornalista e escritora francesa (m. 1998).
- 1910 — Gino Cortopassi (Zé Fidélis), cantor, compositor e humorista brasileiro (m. 1985).
- 1913 — Carl-Henning Pedersen, pintor dinamarquês (m. 2007).
- 1914 — Omar Ali Saifuddien III, sultão bruneíno (m. 1986).
- 1915 — Clifford Glenwood Shull, físico estadunidense (m. 2001).
- 1916 — Aldo Moro, político italiano (m. 1978).
- 1917
  - El Santo, lutador e ator mexicano (m. 1984).
  - Imre Németh, atleta húngaro (m. 1989).
- 1918 — Salvatore Pappalardo, cardeal italiano (m. 2006).
- 1919 — Hyman Minsky, economista norte-americano (m. 1996).
- 1920 — Mickey Rooney, ator estadunidense (m. 2014).
- 1921 — Arlindo Rocha, escultor português (m. 1999).
- 1923
  - Margaret Pellegrini, atriz estadunidense (m. 2013).
  - Adolphe Hug, futebolista suíço (m. 2006).
- 1925 — Angelo Acerbi, cardeal e diplomata italiano.
- 1926
  - John Coltrane, saxofonista e compositor estadunidense (m. 1967).
  - Aage Birch, velejador dinamarquês (m. 2017).
- 1929 — James Carnegie, 3.º Duque de Fife (m. 2015).
- 1930
  - Ray Charles, pianista e cantor estadunidense (m. 2004).
  - Don Edmunds, automobilista norte-americano (m. 2020).
- 1934
  - Per Olov Enquist, escritor e dramaturgo sueco (m. 2020).
  - John Mortimore, futebolista e treinador de futebol britânico (m. 2021).
- 1935 — Les McCann, pianista estadunidense (m. 2023).
- 1936
  - Valentín Paniagua, político peruano (m. 2006).
  - George Eastham, ex-futebolista britânico.
- 1938
  - Romy Schneider, atriz austríaca (m. 1982).
  - Jean-Claude Mézières, desenhista francês (m. 2022).
  - Hartwig Altenmüller, egiptólogo alemão.
- 1939 — Adnan Khairallah, militar iraquiano (m. 1989).
- 1940 — Michel Temer, advogado e político brasileiro, 37.° presidente do Brasil.
- 1941
  - Navanethem Pillay, jurista sul-africana.
  - George Jackson, escritor e ativista norte-americano (m. 1971).
- 1943
  - Julio Iglesias, cantor e compositor espanhol.
  - Lino Oviedo, político e general paraguaio (m. 2013).
  - Ignacio Prieto, ex-futebolista chileno.
- 1944 — Loren Shriver, astronauta norte-americano
- 1946 — Franz Fischler, engenheiro agrônomo e político austríaco.
- 1947
  - Mary Kay Place, atriz estadunidense.
  - Francine Racette, atriz canadense.
- 1948 — Mirosław Justek, futebolista polonês (m. 1998).
- 1949
  - Bruce Springsteen, cantor e compositor estadunidense.
  - Jerry B. Jenkins, escritor estadunidense.
  - Enrique "Quini" González, futebolista espanhol (m. 2018).
  - Patrick Blossier, diretor de fotografia francês.
- 1950
  - Carlos Kirmayr, ex-tenista brasileiro.
  - Hanon Reznikov, dramaturgo, ator e diretor americano (m. 2008).

#### 1951–2000
- 1951 — Claude Berrou, engenheiro eletricista francês.
- 1953
  - Abderraouf Ben Aziza, ex-futebolista tunisiano.
  - Åge Hareide, treinador de futebol norueguês.
- 1954 — John Baker Saunders, músico norte-americano (m. 1999).
- 1956
  - Peter David, quadrinista estadunidense.
  - Paolo Rossi, ex-futebolista italiano (m. 2020).
- 1957
  - Rosalind Chao, atriz estadunidense.
  - Adam Marjam, ex-futebolista kuwaitiano.
- 1958 — Crissy Rock, atriz e comediante britânica.
- 1959
  - Jason Alexander, ator, apresentador e diretor estadunidense.
  - Hortência Marcari, ex-basquetebolista brasileira.
  - Elizabeth Peña, atriz norte-americana (m. 2014).
- 1960
  - Paulo Bonamigo, ex-futebolista e treinador de futebol brasileiro.
  - Rui Campos do Nascimento, ex-jogador de vôlei brasileiro.
- 1961
  - Daúde, cantora e atriz brasileira.
  - Willie McCool, astronauta estadunidense (m. 2003).
  - Chi McBride, ator norte-americano.
  - Bruce Cohen, produtor de televisão e cinema estadunidense.
- 1962
  - Paulo Ricardo, músico, compositor, cantor, baixista, guitarrista, jornalista e ator brasileiro.
  - Nilson Bylaardt, político brasileiro.
  - Alberto Estrella, ator mexicano.
- 1963
  - Alex Proyas, roteirista, diretor e produtor de cinema australiano.
  - Michiru Yamane, compositora japonesa.
- 1964
  - Clayton Blackmore, ex-futebolista britânico.
  - Koshi Inaba, cantor e compositor japonês.
- 1965
  - Gérson da Silva, futebolista brasileiro (m. 1994).
  - Aleqa Hammond, política groenlandesa.
- 1966 — Yoshinori Kitase, produtor de jogos japonês.
- 1967
  - Masashi Nakayama, ex-futebolista e treinador de futebol japonês.
  - Chris Wilder, ex-futebolista e treinador de futebol britânico.
- 1969
  - Silvia Seidel, atriz alemã (m. 2012).
  - Laís Bodanzky, cineasta, produtora e roteirista brasileira.
  - Márcio Goiano, ex-futebolista e treinador de futebol brasileiro.
  - Jan Suchopárek, ex-futebolista e treinador de futebol tcheco.
- 1970 — Ani DiFranco, cantora, compositora e guitarrista norte-americana.
- 1972
  - Umaro Sissoco Embaló, político guineense.
  - Jermaine Dupri, rapper, compositor, DJ e produtor musical estadunidense.
- 1973
  - René Lohse, ex-patinador artístico alemão.
  - Toshihiro Hattori, ex-futebolista japonês.
  - Andrew Johns, triatleta britânico.
- 1974
  - Félix Mantilla, ex-tenista espanhol.
  - Matt Hardy, wrestler estadunidense.
  - Joshua Oppenheimer, cineasta britânico.
  - Juan Pajuelo, ex-futebolista peruano.
- 1975
  - Jaime Bergman, modelo e atriz estadunidense.
  - Kip Pardue, ator estadunidense.
  - Walid Regragui, ex-futebolista e treinador de futebol marroquino.
- 1976 — Tom Juma, ex-futebolista queniano.
- 1977
  - Suzanne Tamim, cantora e atriz libanesa (m. 2008).
  - Rachael Yamagata, cantora, compositora e pianista estadunidense.
  - Warren Kole, ator estadunidense.
- 1978
  - Keri Lynn Pratt, atriz estadunidense.
  - Anthony Mackie, ator estadunidense.
- 1979
  - Fábio Simplício, ex-futebolista brasileiro.
  - Patrice Bernier, ex-futebolista canadense.
- 1980
  - Marcinho Guerreiro, ex-futebolista brasileiro.
  - Neyde Barbosa, handebolista angolana.
  - Syu, músico japonês.
  - Jason Manns, cantor e músico estadunidense.
- 1981
  - Natalie Horler, cantora e apresentadora de televisão anglo-alemã.
  - Robert Doornbos, ex-automobilista neerlandês.
  - Marcus Popp, jogador de vôlei de praia alemão.
- 1982
  - Shyla Stylez, atriz canadense de filmes eróticos (m. 2017).
  - Ryuichi Kiyonari, motociclista japonês.
  - Eduardo Costa, ex-futebolista brasileiro.
  - Alyssa Sutherland, atriz e modelo australiana.
- 1983
  - Marcelo Melo, tenista brasileiro.
  - Carly Piper, nadadora estadunidense.
- 1984
  - Anneliese van der Pol, atriz estadunidense.
  - Diogo Valente, futebolista português.
  - Dylan Moscovitch, patinador artístico canadense.
  - Gabriel Peñalba, ex-futebolista argentino.
  - Jan-Ingwer Callsen-Bracker, ex-futebolista alemão.
  - Kate French, atriz estadunidense.
- 1985
  - Evi Van Acker, velejadora belga.
  - Maki Goto, cantora japonesa.
  - Hasan Minhaj, ator, comediante, escritor, produtor e apresentador de televisão norte-americano.
  - Day Mesquita, atriz e apresentadora brasileira.
- 1986
  - Titi Müller, VJ e apresentadora brasileira.
  - Flora Diegues, atriz, diretora e roteirista brasileira (m. 2019).
  - Mansur Isaev, judoca russo.
  - Eduarda Amorim, ex-handebolista brasileira.
- 1987
  - Dawid Janczyk, futebolista polonês.
  - Skylar Astin, ator estadunidense.
  - Vina Calmon, cantora brasileira.
- 1988 — Juan Martín del Potro, ex-tenista argentino.
- 1989
  - Brandon Jennings, basquetebolista estadunidense.
  - Mara Scherzinger, atriz alemã.
  - A.J. Applegate, atriz estadunidense de filmes eróticos.
- 1990 — Marigona Dragusha, modelo kosovar.
- 1991
  - Melanie Oudin, ex-tenista estadunidense.
  - Bakhtiar Rahmani, futebolista iraniano.
  - Nick van der Lijke, ciclista neerlandês.
- 1992
  - Oğuzhan Özyakup, ex-futebolista turco.
  - Pyong Lee, ilusionista, hipnólogo e YouTuber coreano-brasileiro.
  - Loic Chetout, ex-ciclista francês.
- 1993 — Jonathan Calleri, futebolista argentino.
- 1994
  - Yerry Mina, futebolista colombiano.
  - Wilder Cartagena, futebolista peruano.
  - Gift Motupa, futebolista sul-africano.
- 1995
  - Jack Aitken, automobilista britânico.
  - Connor Roberts, futebolista britânico.
- 1996
  - Lee Hi, cantora sul-coreana.
  - Evgeny Rylov, nadador russo.
- 1997 — Ralph Boschung, automobilista suíço.
- 1999 — Song Yuqi, cantora chinesa.
- 2000 — Markus Pajur, ciclista estoniano.

### Século XXI
- 2004 — Anthony Gonzalez, ator norte-americano.
- 2005
  - Pedro Motta, ator, cantor e apresentador brasileiro.
  - Jobe Bellingham, futebolista britânico.

## Mortes

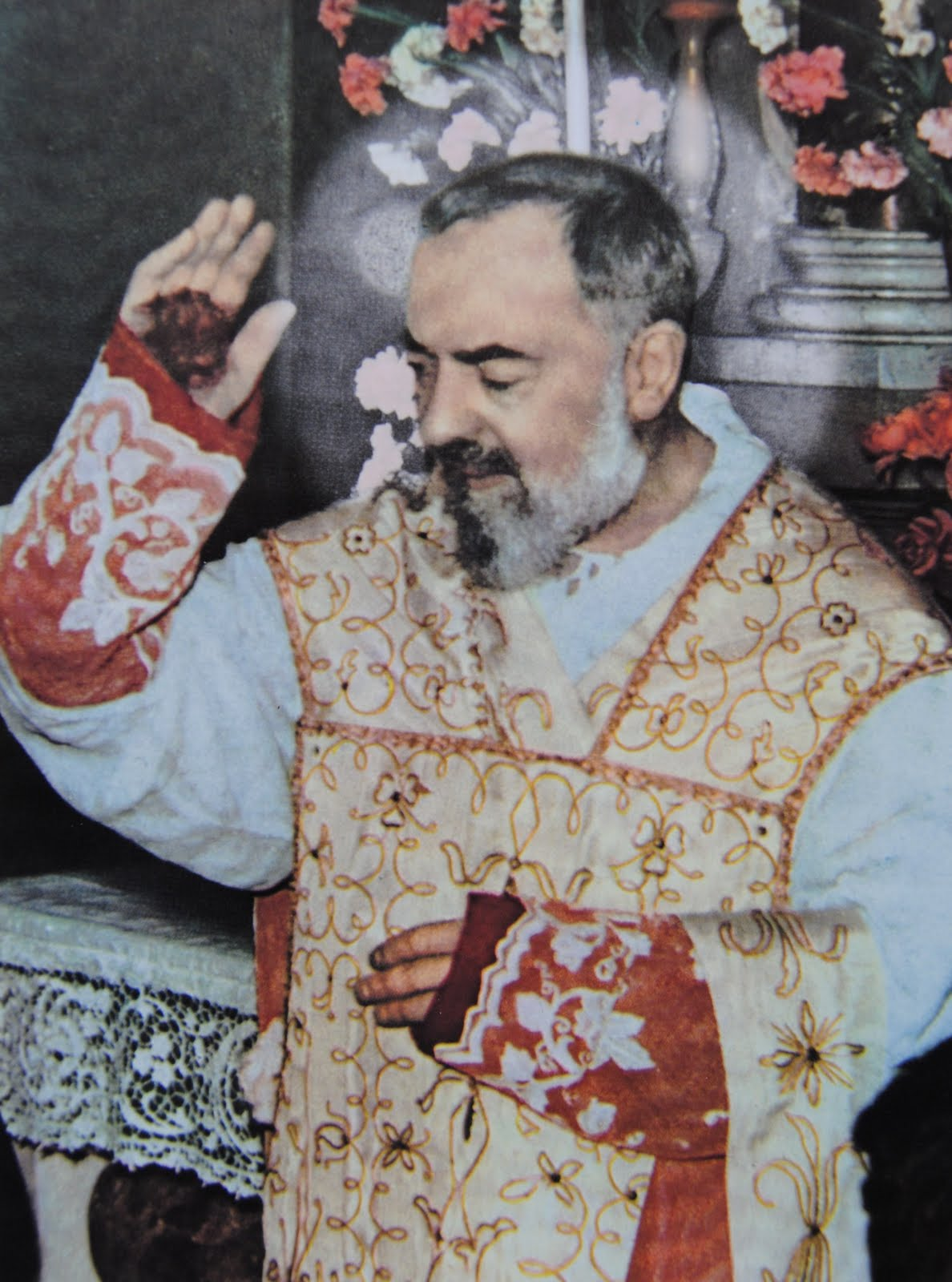
Padre Pio

### Anterior ao século XIX
- 0076 — Papa Lino (n. 10).
- 0965 — Almotanabi, poeta árabe (n. c. 915).
- 1241 — Snorri Sturluson, historiador e político islandês (n. 1178).
- 1253 — Venceslau I, rei da Boêmia (n. 1205).
- 1267 — Beatriz da Provença, rainha da Sicília (n. 1234).
- 1535 — Catarina de Saxe-Lauemburgo, rainha consorte da Suécia (n. 1513).
- 1386 — Dan I da Valáquia (n. 1354).
- 1448 — Adolfo I, Duque de Cleves (n. 1373).
- 1461 — Carlos, Príncipe de Viana (n. 1421).
- 1508 — Beatriz de Nápoles, rainha da Hungria e Boêmia (n. 1457).
- 1666 — François Mansart, arquiteto francês (n. 1598).

### Século XIX
- 1835 — Vincenzo Bellini, compositor italiano (n. 1801).
- 1850 — José Artigas, político e militar uruguaio (n. 1764).
- 1870 — Prosper Mérimée, arqueólogo e escritor francês (n. 1803).
- 1882 — Friedrich Wöhler, pedagogo e químico alemão (n. 1800).
- 1896 — Ivar Aasen, linguista norueguês (n. 1813).

### Século XX
- 1905 — Padre Victor, religioso brasileiro (n. 1827).
- 1939 — Sigmund Freud, neurologista austríaco (n. 1856).
- 1968 — Padre Pio, sacerdote católico italiano (n. 1887).
- 1973 — Pablo Neruda, poeta chileno (n. 1904).
- 1981 — Dan George, chefe indígena e ator canadense (n. 1899).
- 1994
  - Madeleine Renaud, atriz francesa (n. 1900).
  - Robert Bloch, escritor estadunidense (n. 1917).
- 1998 — Lilico, humorista brasileiro (n. 1937).

### Século XXI
- 2004 — Escadinha, criminoso brasileiro (n. 1956).
- 2005 — Apolônio de Carvalho, militar brasileiro (n. 1912).
- 2006 — Malcolm Arnold, trompetista e compositor britânico (n. 1921).
- 2008 — Esther de Figueiredo Ferraz, advogada e professora brasileira (n. 1915).
- 2010 — Fernando Riera, futebolista e treinador de futebol chileno (n. 1920).
- 2011 — Marlene França, atriz brasileira (n. 1943).
- 2012 — Corrie Sanders, boxeador sul-africano (n. 1966).

## Feriados e eventos cíclicos

### Internacional
- Dia Internacional das Línguas de Sinais
- Dia da Visibilidade Bissexual
- Dia Internacional contra a Exploração Sexual e o Tráfico de Mulheres e Crianças

### Brasil
- Dia dos Filhos
- Dia Nacional do Sorvete
- Dia da Mulher Bancária
- Dia dos Agentes da Autoridade de Trânsito
- Aniversário da cidade de Três Corações, Minas Gerais
- Aniversário do município de São Bento do Sul, Santa Catarina
- Dia do beato Padre Victor – Feriado nos municípios de Campanha e Três Pontas[6]

### Cristianismo
- Adomnano
- Crianças mártires de Tlaxcala
- Padre Pio
- Padre Victor
- Papa Lino
- Raíssa de Alexandria
- Rebeca
- Tecla de Icônio

## Outros calendários
- No calendário romano era o 9.º dia (IX) antes das calendas de outubro.
- No calendário litúrgico tem a letra dominical G para o dia da semana.
- No calendário gregoriano a epacta do dia é i.